# National Invitation Tournament 2001
Il National Invitation Tournament 2001 è stata la 64ª edizione del torneo. La final four è stata giocata al Madison Square Garden di New York. Ha vinto il titolo la University of Tulsa, allenata da Buzz Peterson. Miglior giocatore del torneo è stato eletto Marcus Hill.
| Campione NIT 2001                |
| -------------------------------- |
| Tulsa Golden Hurricane 2º titolo |

## Squadra vincitrice
|  | Naz.                   | Ruolo | Sportivo           |  | Alt. |  |  |
|  | ---------------------- | ----- | ------------------ |  | ---- |  |  |
|  | Stati Uniti (bandiera) | A     | Charlie Davis      |  | 201  |  |  |
|  | Stati Uniti (bandiera) | G     | Greg Harrington    |  | 188  |  |  |
|  | Stati Uniti (bandiera) | G     | Marcus Hill        |  | 196  |  |  |
|  | Stati Uniti (bandiera) | C     | Jack Ingram        |  | 208  |  |  |
|  | Stati Uniti (bandiera) | C     | J.T. Ivie          |  | 208  |  |  |
|  | Stati Uniti (bandiera) | A     | Kevin Johnson      |  | 201  |  |  |
|  | Stati Uniti (bandiera) | A     | Marqus Ledoux      |  | 203  |  |  |
|  | Stati Uniti (bandiera) | C     | De Angelo McDaniel |  | 206  |  |  |
|  | Stati Uniti (bandiera) | G     | Jason Parker       |  | 188  |  |  |
|  | Stati Uniti (bandiera) | G     | Antonio Reed       |  | 180  |  |  |
|  | Stati Uniti (bandiera) | A     | David Shelton      |  | 198  |  |  |
|  | Stati Uniti (bandiera) | G     | Dante Swanson      |  | 180  |  |  |

- Allenatore: Buzz Peterson